# Сафарово (Міякинський район)
Сафа́рово (рос. Сафарово, башк. Сафар) — присілок у складі Міякинського району Башкортостану, Росія. Входить до складу Єнебей-Урсаєвської сільської ради.
Населення — 288 осіб (2010; 339 в 2002).
Національний склад:
- башкири — 100 %